# El Canto del Loco

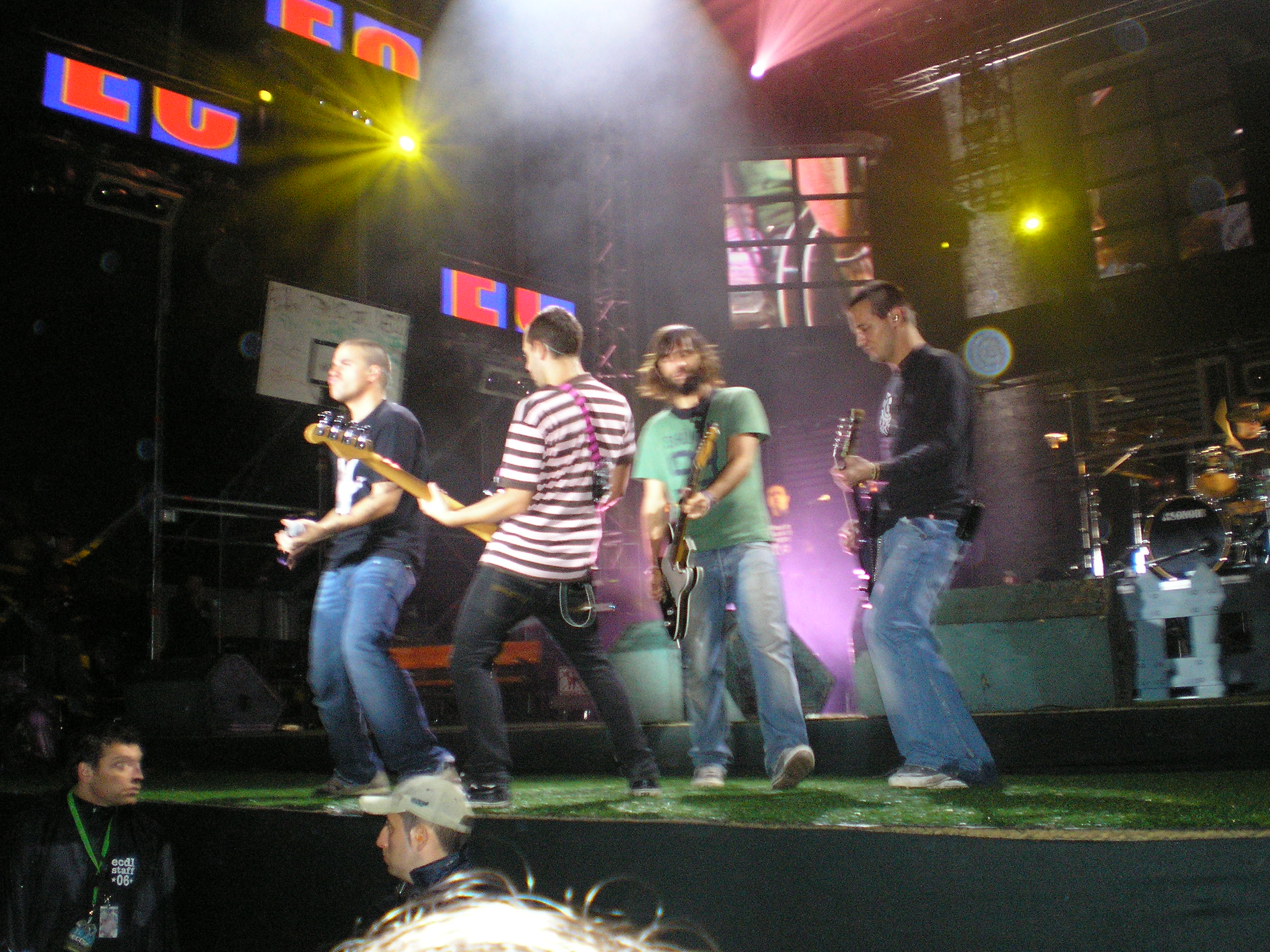
El Canto del Loco vid en konsert i Oviedo, Spanien.

El Canto del Loco var en spansk musikgrupp som spelade pop-punk. Gruppen tog hem priset i kategorin för bästa spanska artist/band på MTV Europe Music Awards år 2005.
År 2010 splittrades bandet då medlemmarna ville satsa på solokarriärer.

## Medlemmar
- Dani Martín (vokalist)
- David Otero (gitarr-chorus)
- Chema Ruiz (basgitarr)

## Diskografi
- El Canto del Loco (2000)
- A Contracorriente (2002)
- Estados de Ánimo (2003)
- Zapatillas (2005)
- Arriba el telon (2007)
- Personas (2008)
- Por mí y por todos mis compañeros... (2009)
- Radio La Colifata presenta: El Canto del Loco (2009)